# Поликсо
Поликсо (др.-греч. Πολυξώ) — в древнегреческой мифологии жена Тлеполема, родом из Аргоса, вместе с ним бежала на Родос.
Управляла островом при своём малолетнем сыне. По рассказу родосцев, убила Елену, мстя ей как виновнице Троянской войны. По другому рассказу, когда Менелай и Елена причалили к Родосу, родосцы потребовали её выдачи, и Менелай отдал им служанку, одетую в платье Елены, и её побили камнями. Оба рассказа объясняют происхождение культа Елены на Родосе.
В честь Поликсо назван астероид (308) Поликсо, открытый в 1891 году.